# IronE Singleton
IronE Singleton all'anagrafe Robert Singleton (Atlanta, 30 novembre 1975) è un attore statunitense.

## Biografia
Singleton si è laureato presso l'Università della Georgia in tecniche comunicative e teatrali. Ha giocato nella squadra di calcio Georgia Bulldogs football nel 1998. È conosciuto maggiormente per la sua interpretazione del personaggio di Theodore "T-Dog" Douglas nella serie televisiva post-apocalittica dell'AMC The Walking Dead.

## Filmografia

### Cinema
- Inseguiti (Fled), regia di Kevin Hooks (1996) – non accreditato
- Il sapore della vittoria - Uniti si vince (Remember the Titans) (2000) – non accreditato
- Dead Wait, regia di Alton Glass – cortometraggio (2003)
- L'altra sporca ultima meta (The Longest Yard), regia di Peter Segal (2005)
- Somebodies, regia di Hadjii (2006)
- Riff, regia di Robinson Vil (2007)
- The Blind Side, regia di John Lee Hancock (2009)
- Life 101: Angel's Secret, regia di P. Sam Kessie (2009)
- Lottery Ticket, regia di Erik White (2010)
- Solo per vendetta (Seeking Justice), regia di Roger Donaldson (2011)
- A Box for Rob, regia di Renzo Vasquez (2013)
- Safety - Sempre al tuo fianco (Safety), regia di Reginald Hudlin (2020)

### Televisione
- Somebodies – serie TV, episodi 1x01-1x08-1x09 (2008)
- One Tree Hill – serie TV, episodio 7x02 (2009)
- Detroit 1-8-7 – serie TV, episodio 1x01 (2010)
- The Walking Dead – serie TV, 20 episodi (2010-2012)
- Single Ladies – serie TV, episodio 1x01 (2011)
- Franklin & Bash – serie TV, episodi 1x01-4x01 (2011-2014)
- An Amish Murder, regia di Stephen Gyllenhaal – film TV (2013)
- La ferrovia sotterranea (The Underground Railroad) – miniserie TV, 2 episodi (2021)

## Doppiatori italiani
Nelle versioni in italiano delle opere in cui ha recitato, IronE Singleton è stato doppiato da:
- Gabriele Sabatini in The Walking Dead